# Meurtres de la lande
Vous lisez un « bon article » labellisé en 2013.
Les meurtres de la lande sont une affaire criminelle britannique des années 1960. De juillet 1963 à octobre 1965, Ian Brady et Myra Hindley assassinent cinq enfants et adolescents âgés de 10 à 17 ans. En octobre 1965, la police découvre un corps dans la maison du couple, mais n'arrête que Brady. Quelques jours plus tard, la police arrête Hindley pour complicité. Le même mois, deux enfants sont trouvés dans des tombes creusées dans Saddleworth Moor, une lande au nord de l'Angleterre. En mai 1966, Brady est condamné à l'emprisonnement à perpétuité pour trois meurtres ; Hindley est condamnée à la même peine, mais pour deux meurtres.
En 1985, soit 20 ans après leur procès, le dossier est rouvert lorsque la presse rapporte que Brady aurait admis avoir tué deux autres enfants. La police reprend les fouilles dans Saddleworth Moor, même si le couple n'a pas encore formellement avoué les deux meurtres. Après plus de 100 jours de recherche, elle découvre le corps d'une fille ; un garçon y serait également enterré, mais, malgré des fouilles répétées, ses restes demeurent introuvables.
Brady, qui a sexuellement agressé quatre enfants, a été déclaré psychopathe en 1985 ; il est interné à l'hôpital Ashworth, établissement de haute sécurité. Il a explicitement dit ne jamais vouloir être libéré et, régulièrement, a demandé à mourir. Il est mort en 2017. Hindley, décrite par la presse comme « la femme la plus diabolique de Grande-Bretagne », a tenté sans succès, à plusieurs reprises, d'obtenir sa libération, affirmant qu'elle n'était plus la même personne et ne constituait donc plus un danger pour la société. Elle est morte en 2002.

## Victimes

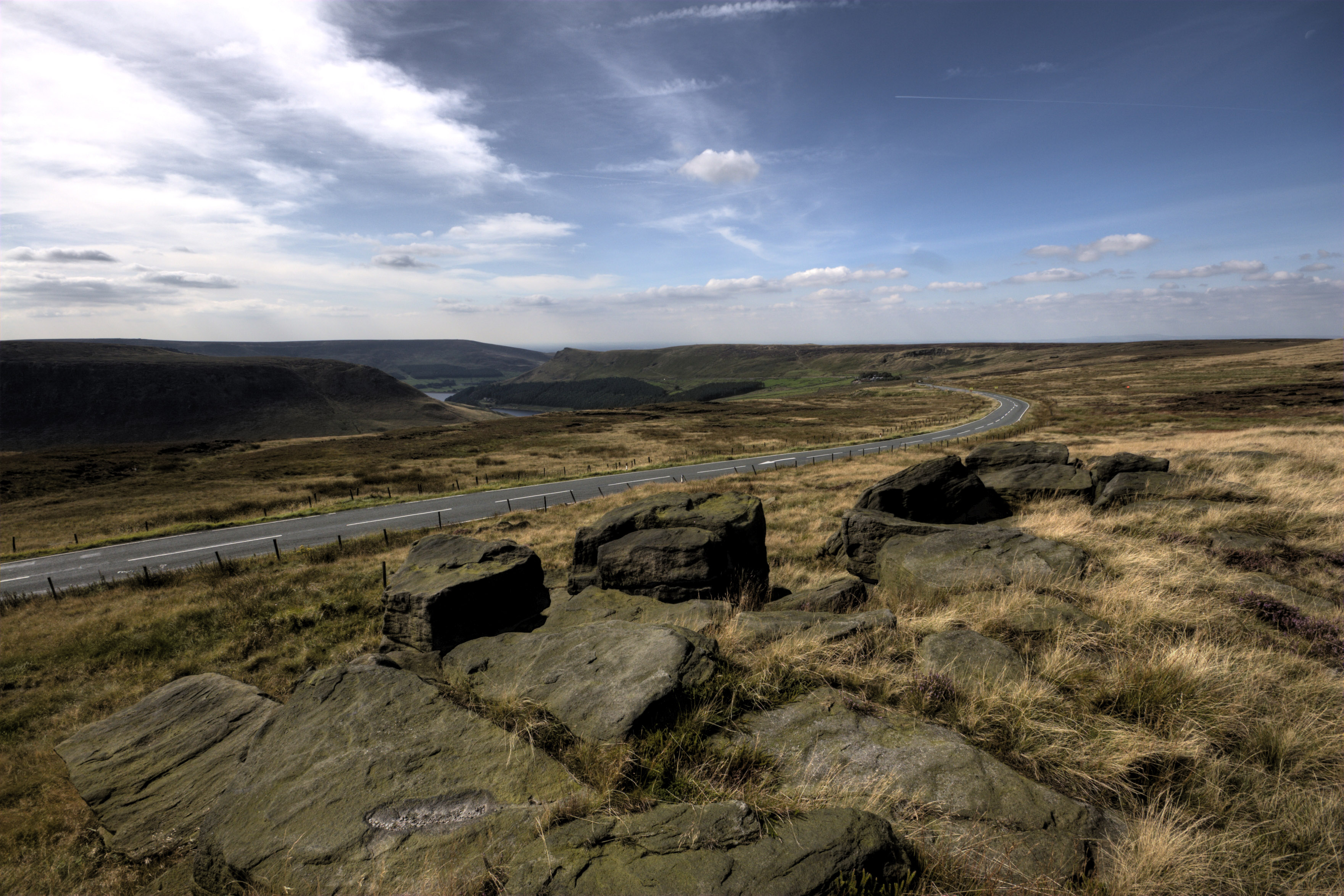
Saddleworth Moor, vue depuis Hollin Brown Knoll. Les corps de trois victimes ont été découverts dans cette région.

Le soir du 12 juillet 1963, Ian Brady confie à Myra Hindley qu'il veut « commettre son meurtre parfait ». Il lui demande de conduire une camionnette dans Gorton, un quartier de Manchester, et quand il apercevra une proie potentielle, il allumera le phare avant de sa motocyclette. Hindley s'arrêtera alors pour proposer à la personne de la reconduire,.
Sur Gorton Lane, Brady remarque une jeune fille qui marche en leur direction et signale à Hindley de s'arrêter, ce qu'elle fait après avoir dépassé la fille. S'immobilisant à côté d'elle, il lui demande pourquoi elle n'a pas agi comme entendu. Hindley réplique qu'elle connaît Marie Ruck, une voisine qui réside près de chez sa mère. Peu après 20 h, en circulant sur Froxmer Street, Ian Brady aperçoit une jeune fille avec un manteau. À nouveau, il signale à son amie de faire halte. Bien qu'ayant reconnu Pauline Reade, une amie de sa jeune sœur Maureen, Hindley s'arrête. Une fois Pauline Reade à bord, elle lui demande de l'aider à retrouver un gant coûteux qu'elle aurait perdu dans Saddleworth Moor, une lande située à une vingtaine de kilomètres de Gorton ; n'étant pas pressée, Pauline accepte. Hindley a estimé que la disparition d'une adolescente de 16 ans ferait moins de bruit que celle d'une enfant de sept ou huit ans. Quand la camionnette atteint la lande, Hindley arrête le véhicule et Brady les rejoint quelques instants plus tard. Elle le présente comme son amoureux et dit qu'il va les aider à retrouver le gant perdu. Brady guide Pauline dans la lande pendant que Hindley attend dans la camionnette. Après trente minutes, l'homme revient seul et amène Hindley voir la jeune fille mourante, la gorge coupée. Il lui ordonne de rester avec Pauline le temps d'aller chercher une pelle, cachée à proximité, dans le but d'enterrer le corps. La femme observe que « le manteau de Pauline est ouvert et que ses vêtements sont en désordre […] D'après le temps que Brady a pris, elle devine qu'il a sexuellement agressé [la jeune fille] ».
Au début de la soirée du 23 novembre 1963, dans un magasin d'Ashton-under-Lyne, Hindley, accompagnée de Brady, s'approche de John Kilbride, un garçon âgé de 12 ans, et lui propose de le raccompagner, en prétextant que ses parents risquent de s'inquiéter s'il rentre tard. Tenté par l'offre supplémentaire d'une bouteille de xérès, John accepte d'embarquer dans la Ford Anglia que Hindley a louée. Brady précise que la bouteille est chez lui et qu'ils doivent faire un détour pour aller la chercher. En route, il suggère de faire un autre détour pour retrouver un gant égaré par Hindley dans la lande. Lorsqu'ils arrivent à Saddleworth Moor, l'homme emmène l'enfant avec lui pendant que la femme attend dans l'auto. Il agresse sexuellement le jeune Kilbride et tente ensuite de lui couper la gorge à l'aide d'un couteau dentelé de quinze centimètres, puis l'étrangle avec du tissu, probablement un lacet.
Le soir du 16 juin 1964, en route vers la maison de sa grand-mère à Longsight, Keith Bennett, un enfant de 12 ans, disparaît. Hindley l'a attiré dans son véhicule, Brady assis à l'arrière, en demandant au jeune garçon de l'aider à charger quelques boîtes, lui disant qu'elle le reconduirait ensuite à la maison. Elle conduit son véhicule à une aire de repos située dans Saddleworth Moor, comme entendu avec Brady. À nouveau, celui-ci s'éloigne avec le garçon à la recherche d'un hypothétique gant perdu. Après trente minutes d'attente, Hindley le voit réapparaître seul, transportant la pelle qu'il a cachée auparavant. Quand elle lui demande comment Keith a été tué, Brady répond qu'il l'a sexuellement agressé puis asphyxié avec un bout de corde.
Le 26 décembre 1964, le couple se rend à une fête foraine à la recherche d'une autre victime. Ils remarquent une enfant de 10 ans, Lesley Ann Downey, assise près d'une attraction. Après s'être assurés que la fillette est seule, ils s'en approchent et font tomber près d'elle quelques-uns de leurs achats, puis lui demandent de les aider à transporter quelques paquets à leur véhicule. Chez eux, ils déshabillent et bâillonnent la fillette, puis l'obligent à poser nue ; Brady abuse ensuite sexuellement de l'enfant. Interrogée par la suite, Hindley maintiendra qu'elle est partie préparer un bain pour la fillette et, à son retour, a découvert Lesley Ann morte. Selon le psychologue judiciaire Chris Cowley, Brady aurait affirmé que c'est Hindley qui a tué la fillette. Le lendemain matin, le couple amène le corps à Saddleworth Moor ; ils enterrent Lesley Ann nue, ses vêtements à ses pieds, dans une tombe peu profonde.

## Dénonciation

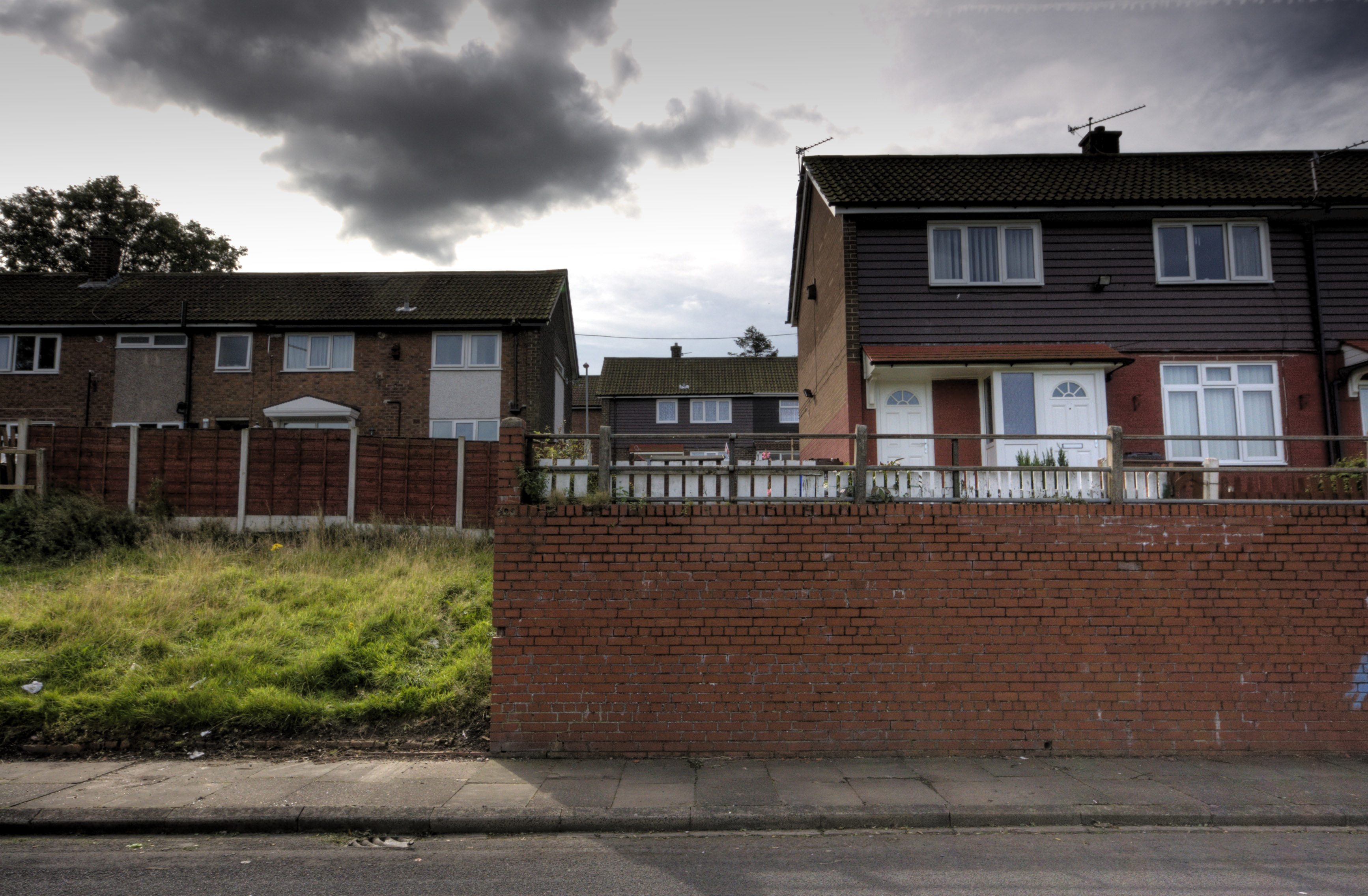
À la gauche se trouve un terrain vacant, anciennement le 16, Wardle Brook Avenue à Hattersley, un quartier de Manchester, terrain de la maison où Ian Brady a vécu. Le conseil de ville de Manchester a ordonné la démolition de la maison en 1987.

À l'époque des meurtres, David Smith est l'époux de la jeune sœur de Hindley, Maureen. La famille Hindley n'a pas accepté leur mariage, car Smith est un délinquant condamné à plusieurs reprises, notamment pour des agressions avec coups et blessures et des violations de domicile, la première dans un but d'agression alors qu'il était âgé de 11 ans. Malgré cela, Ian Brady a noué des liens amicaux avec Smith, qui est « terrifié » par cet homme plus âgé. Le soir du 6 octobre 1965, Myra conduit Brady à la gare de Manchester Central, où elle attend dans l'auto tandis qu'il choisit sa prochaine victime. Quelques minutes plus tard, l'homme revient accompagné d'Edward Evans, un apprenti mécanicien âgé de 17 ans : tous trois se rendent à la maison du couple au 16, Wardle Brook Avenue à Hattersley, un quartier de Manchester.
Après avoir bu du vin, Brady envoie Hindley chercher son beau-frère, qui n'est pas à la maison. Lorsque les deux s'approchent de la maison, elle dit à Smith d'attendre dehors. Quand il voit le signal convenu — un bref éclair lumineux — il frappe à la porte et Brady ouvre et lui demande s'il est venu chercher « les petites bouteilles de vin ». Brady l'amène dans la cuisine et le laisse sur place, lui disant qu'il va chercher le vin. Quelques minutes plus tard, Smith entend un cri, puis un appel à l'aide de Hindley. Lorsqu'il entre dans la salle de séjour, il découvre Brady qui frappe Edward de manière répétée avec le côté plat d'une hache ; Smith voit ensuite Brady étrangler l'adolescent avec un câble électrique. Smith ne parvenant pas à transporter seul le corps d'Edward — Brady s'est quant à lui tordu une cheville en se battant —, ils l'enveloppent d'une pellicule plastique et le déplacent dans une chambre à coucher à l'étage. Smith convient avec Brady de se retrouver le lendemain soir pour se débarrasser du corps : mais, une fois revenu chez lui, il réveille sa femme et lui raconte ce qu'il a vu. Maureen lui dit qu'il doit appeler la police. Trois heures plus tard, le couple se dirige prudemment vers une cabine téléphonique dans une rue avoisinante, Smith s'étant muni d'un tournevis et d'un couteau de cuisine afin de pouvoir se défendre contre Brady au cas où ils rencontreraient ce dernier. À 6 h 7, Smith appelle les urgences d'une station de police près de Hyde, une ville du Grand Manchester, et raconte son aventure au policier de service. Dans sa déposition, il déclare :

## Arrestation
Tôt le matin du 7 octobre, peu après l'appel de Smith, le superintendent Bob Talbot de la police du comté de Cheshire se présente à la porte arrière du 16, Wardle Brook Avenue, portant un tablier de boulanger afin de cacher son uniforme. Une fois que Hindley a ouvert la porte, Talbot s'identifie comme un policier et lui dit qu'il souhaite parler à son amoureux. Elle le conduit à la salle de séjour, où se trouve Brady ; ce dernier, assis dans un divan, est en train d'écrire une note à l'intention de son employeur pour expliquer qu'il ne peut se présenter au travail à cause de sa cheville foulée. Talbot dit qu'il enquête sur « un acte violent avec usage d'armes à feu » qui aurait eu lieu le soir précédent. Hindley nie qu'il y ait eu violence, et autorise la police à fouiller la maison. Lorsqu'un policier arrive à la porte de la chambre où se trouve le corps d'Edward, il découvre qu'elle est barrée et demande la clé à Brady. Hindley répond que la clé est sur son lieu de travail, mais lorsque le policier offre de l'y conduire pour la chercher, Brady lui dit de donner la clé. De retour dans la salle de séjour, Talbot annonce à Brady qu'ils ont trouvé un corps ficelé et qu'il l'arrête pour meurtre. Tout en s'habillant, Brady déclare : « Eddie et moi on s'est disputé et la situation a mal tourné,. »
Hindley, qui n'est pas encore en état d'arrestation, demande à pouvoir accompagner son compagnon au poste de police avec son chien Puppet, ce que la police accepte. Interrogée sur les événements relatifs à la mort d'Edward, elle refuse de déclarer quoi que ce soit, se contentant d'affirmer qu'il s'agit d'un accident. La police n'ayant aucune preuve de son implication, elle est autorisée à quitter le poste, à la condition de revenir le lendemain pour être à nouveau interrogée. Le 11 octobre, la police accuse Hindley de complicité dans le meurtre d'Edward Evans et la met en détention provisoire, à la prison de Risley qui se trouve à Warrington dans le Cheshire.

## Première enquête

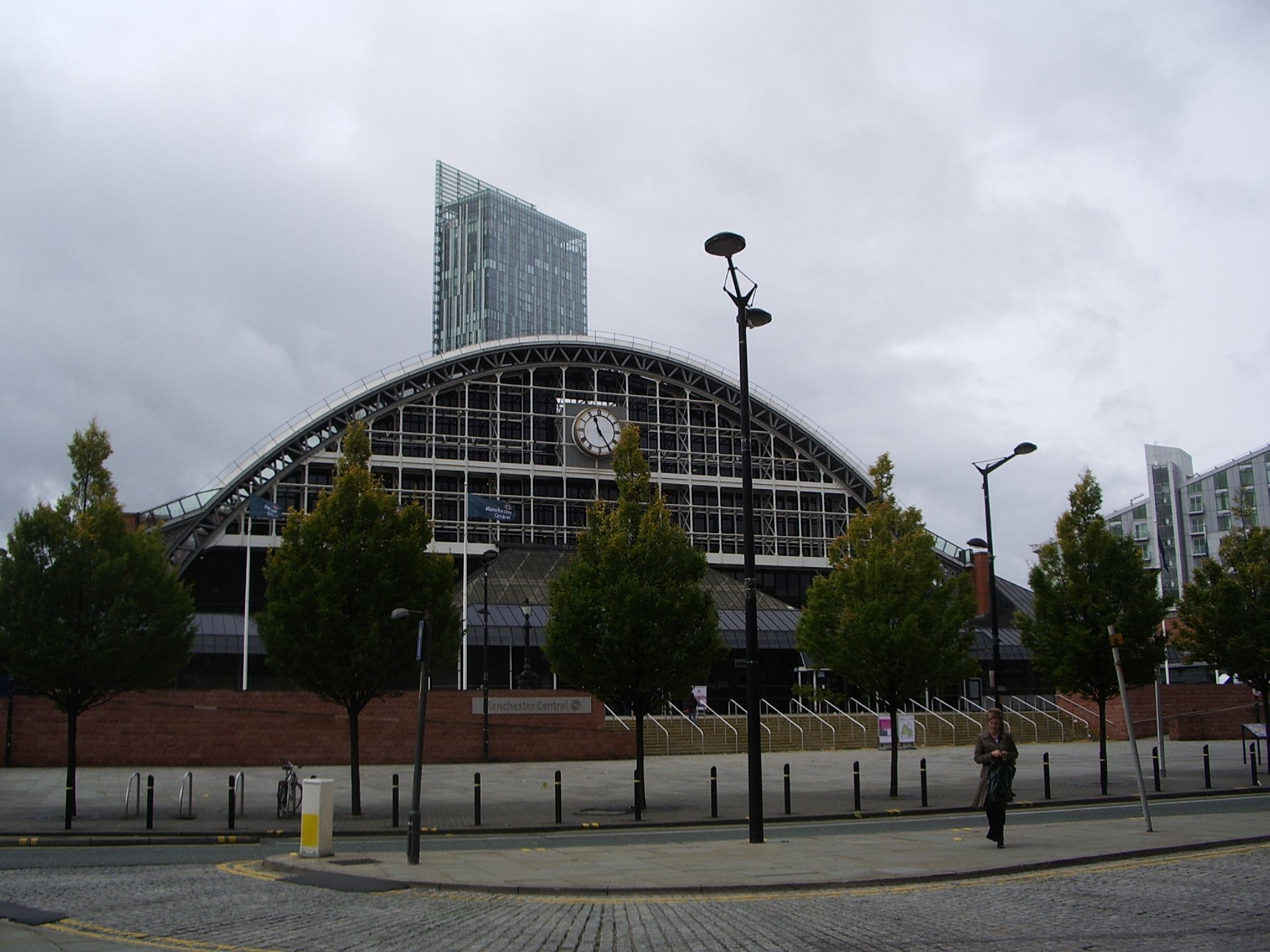
La gare de Manchester Central en 2008. Quarante ans plus tôt, Ian Brady y a mis en consigne des valises. C'est dans l'une de ces valises que la police découvre des images pornographiques de l'une des victimes du couple.

Questionné par les policiers, Ian Brady avoue s'être battu avec Edward Evans, mais insiste sur le fait que David Smith et lui ont tué ensemble le jeune homme ; Myra Hindley, selon lui, n'a « seulement fait que ce qu'on lui a dit ». Selon Smith, le meurtrier lui a demandé de remettre tout ce qui pourrait l'incriminer, tels « des livres craignos », objets que Brady a alors mis dans des valises. Smith n'a aucune idée du contenu des valises ni de l'endroit où elles se trouvent, mais mentionne au passage la fascination de Brady pour les gares ferroviaires. En conséquence, la police demande un mandat pour rechercher les biens de Brady dans tous les bureaux de consigne de Manchester. Le 15 octobre, la British Transport Police découvre les valises à la gare de Manchester Central — le billet de la consigne sera découvert plus tard à l'arrière du livre de prières de Hindley,. Dans l'une des valises se trouvent neuf clichés de type pornographique d'une fillette nue avec un foulard sur la bouche, ainsi qu'un enregistrement sur bande magnétique de treize minutes où on entend l'enfant crier et appeler à l'aide. Plus tard, lorsque la police découvrira le corps de Lesley Ann Downey, Ann West écoutera l'enregistrement et confirmera que c'est la voix de sa fille.
En fouillant la maison sur Wardle Brook Avenue, la police découvre aussi un vieux cahier d'exercices où est gribouillé « John Kilbride », ce qui amène des policiers à soupçonner que le couple a fait disparaître d'autres jeunes enfants. Des policiers découvrent de nombreuses photographies dans la maison, plusieurs de Saddleworth Moor. Cent cinquante policiers sont réquisitionnés pour explorer la lande, cherchant les lieux qui pourraient correspondre aux photographies. Au départ, les recherches se concentrent le long de la route A628 près de Woodhead, une région peu peuplée du Derbyshire, mais Patricia Hodges, une jeune voisine du couple qui a visité cette région à plusieurs reprises en leur compagnie, indique aux policiers leurs emplacements favoris le long de la route A635. Le 16 octobre, la police découvre l'os d'un bras qui dépasse de la tourbe ; les officiers croient avoir trouvé le corps de John Kilbride, mais établissent rapidement qu'il s'agit de Lesley Ann Downey. Lorsque sa mère voit les vêtements récupérés dans la tombe, elle les identifie comme ceux de sa fille disparue. Le même jour, Brady et Hindley sont accusés du meurtre de Lesley Ann Downey au Magistrates' court de Hyde. Chacun est conduit séparément à la cour et demeure en détention provisoire pour une semaine. Le 28 octobre, ils font une courte apparition en cour, puis sont ramenés en prison.
Cinq jours plus tard, des policiers découvrent une deuxième tombe de l'autre côté de la route A635. Il s'agit cette fois du corps décomposé de John Kilbride, qu'ils identifient grâce à ses vêtements. La recherche des cadavres continue mais, du fait de l'approche de l'hiver, elles sont arrêtées en novembre. Lorsqu'on lui fait entendre l'enregistrement de treize minutes, Brady admet avoir pris des photos de  Lesley Ann, mais affirme qu'elle a été amenée au 16, Wardle Brook Avenue par deux hommes qui l'ont ensuite emmenée ailleurs, alors qu'elle était toujours en vie. Brady est également inculpé pour avoir tué John, tandis que Hindley est inculpée le 2 décembre du meurtre d'Edward.
Lors de l'audience de renvoi le 6 décembre, Brady est accusé des meurtres d'Edward Evans, John Kilbride et Lesley Ann Downey ; Hindley est accusée des meurtres d'Edward Evans et Lesley Ann Downey, tout comme d'avoir porté assistance à Brady sachant qu'il a tué John Kilbride. La déclaration d'ouverture de la poursuite est in camera. La défense a demandé des privilèges semblables, ce qui lui a été refusé. Les débats continuent devant trois juges, toujours à Hyde, pendant 11 jours en décembre. À la fin, la cour déclare que les accusés doivent subir un procès.
Plusieurs des photographies prises par le couple à Saddleworth Moor montrent le chien de Myra Hindley, Puppet. Sur certaines, c'est un chiot. Les détectives demandent à un vétérinaire de calculer son âge, ce qui pourrait leur permettre d'établir le moment où les photographies ont été prises. Le vétérinaire doit étudier les dents, ce qui exige une anesthésie complète, mais le chien meurt, car il souffre d'une affection rénale qui n'a pas été diagnostiquée. Quand Hindley apprend la mort de son chien, elle se met en colère et accuse la police d'avoir sciemment tué son chien. C'est l'une des rares fois où elle montre une réaction affective. Dans une lettre envoyée à sa mère, Hindley écrit : « C'est comme si mon cœur a été réduit en morceaux. Je ne crois pas avoir été autant blessée. Ma seule consolation est de savoir qu'un idiot a tenté de tenir Puppet et que [le chien] lui a fait mal,. »

## Procès
Le procès commence le 19 avril 1966, sous la présidence du juge Fenton Atkinson. L'intérêt du public est tel que des contrôles de sécurité sont installés dans la salle du tribunal pour protéger le couple. Les deux accusés sont chacun inculpés de trois meurtres, ceux d'Evans, de Downey et de Kilbride, les policiers pensant détenir suffisamment de preuves pour impliquer Hindley dans le meurtre du dernier. L'accusation est menée par le procureur général Frederick Elwyn Jones. Brady est défendu par Emlyn Hooson, un député du Parti libéral, et Hindley est défendue par Godfrey Heilpern, juge à Salford depuis 1964. Hooson et Heilpern sont deux conseillers de la reine expérimentés,. David Smith, beau-frère de Hindley, est le principal témoin de l'accusation, mais, pendant le procès, on apprend qu'il a passé un accord avec News of the World qui lui garantit 1 000 livres sterling (soit environ 20 000 livres sterling en 2014) pour les droits de syndication si les accusés sont condamnés. Le journal lui a d'ores et déjà payé des vacances en France pour lui et sa femme, tout en lui versant 20 livres par semaine et en lui payant une chambre d'hôtel 5 étoiles pendant la durée du procès. Pour le juge, il s'agit d'une « grossière interférence avec le cours de la justice ».
Le couple Brady-Hindley plaide non coupable ; Brady témoigne plus de huit heures et Hindley pendant six heures. Bien que Brady admette avoir frappé Edward Evans avec une hache, il nie l'avoir tué, soulignant que le rapport du médecin légiste indique que la mort du garçon a été « accélérée par strangulation ». Durant un contre-interrogatoire de l'accusation, Brady déclare : « J'ai frappé Edward Evans avec une hache. S'il est mort des coups de la hache, alors je l'ai tué ». Pour sa part, Hindley dit ignorer que les photographies de Saddleworth Moor, découvertes par la police, ont été prises près des tombes des victimes.
L'enregistrement du meurtre de Lesley Ann Downey, sur lequel les voix des accusés sont clairement audibles, est passé dans la salle d'audience. Hindley avoue que son attitude envers l'enfant a été « froide et cruelle », mais tente de se justifier en disant qu'elle craignait que quelqu'un puisse entendre les cris de Lesley Ann. Elle ajoute que lorsque la fillette a été déshabillée, elle se trouvait au rez-de-chaussée ; quand les photos pornographiques ont été prises, elle « regardait par la fenêtre » ; et quand l'enfant a été étranglée, elle « faisait couler un bain ».
Pendant le procès, les deux accusés « appliquent avec rigueur leur stratégie du mensonge ». Plus tard, Hindley sera décrite comme « un témoin silencieux, impassible, maîtresse d'elle-même et mentant sans remords ». Le 6 mai 1966, après deux heures de délibérations, le jury déclare Ian Brady coupable des trois meurtres et Myra Hindley coupable des meurtres de Lesley Ann Downey et Edward Evans. La peine de mort étant abolie depuis 1965, le juge prononce la seule sentence permise par la loi : l'emprisonnement à perpétuité. Brady est ainsi condamné à une triple peine d'emprisonnement à perpétuité et Hindley à une double, à laquelle s'ajoute une peine de 7 ans pour avoir porté assistance à Brady en connaissance du meurtre de John Kilbride.
Dans sa conclusion, le juge Atkinson décrit les meurtres comme un « dossier réellement horrible » et déclare que les accusés sont « deux tueurs sadiques d'une perversion extrême ». Il recommande que les deux restent « très longtemps » en prison avant que leur dossier ne soit étudié pour une libération conditionnelle, mais n'indique pas de période de sûreté. Il déclare que Brady est une personne « d'une incroyable méchanceté » et qu'aucune évolution ne peut être espérée de sa part, à la différence de Hindley « une fois que celle-ci aura été libérée de l'influence [de Brady] ».

## Seconde enquête
Vingt ans plus tard, en 1985, Brady aurait avoué à Fred Harrison, un journaliste travaillant pour The People, qu'il avait également tué Pauline Reade et Keith Bennett, confirmant les intuitions de la police puisque ces deux enfants ont vécu dans la même région que les meurtriers et ont disparu à la même époque que les trois autres victimes. La Greater Manchester Police (GMP) lance une nouvelle enquête, qu'elle confie au Detective Chief Superintendent (commissaire divisionnaire) Peter Topping, responsable du département des enquêtes criminelles du GMP. Le 3 juillet 1985, Topping se rend à la prison de Gartree pour voir Brady, qui nie les aveux qui lui sont prêtés. Néanmoins, la police reprend ses recherches dans Saddleworth Moor, utilisant à nouveau les photographies prises par le couple. Entre-temps, en novembre 1986, la mère de Keith, Winnie Johnson, écrit une lettre à Hindley et la supplie de dire ce qui est arrivé à son fils, ce qui aurait « sincèrement ému » la prisonnière. La lettre se termine ainsi :
La police rencontre Hindley à la prison de Cookham Wood, quelques jours après la réception de la lettre : bien qu'elle refuse d'avouer sa participation à ces crimes, la meurtrière accepte d'aider les recherches en regardant les photographies et des cartes afin de pouvoir indiquer les endroits qu'elle a visités en compagnie de Brady. Elle montre un intérêt particulier pour des photographies prises près de Hollin Brown Knoll et Shiny Brook, mais affirme qu'il lui est impossible d'en être certaine sans aller sur place. Cependant, sa sécurité serait difficile à assurer si elle retournait à Saddleworth Moor, car elle a reçu des menaces de mort. Le secrétaire à l'Intérieur Douglas Hurd accepte le risque, croyant comme Topping que la tentative en vaut la peine. En 1989, ce dernier écrit qu'il a été « plutôt cynique » à propos des raisons de Hindley. Même si la lettre de Winnie Johnson a pu l'infléchir, il croit que la vraie raison de la meurtrière est que, connaissant l'état mental « précaire » de Brady, elle a craint qu'il ne coopère avec la police et a voulu s'assurer les avantages qui découleraient de l'approbation du public.
Hindley se rend à Saddleworth Moor le 16 décembre 1986. Quatre voitures de police quittent la prison de Cookham Wood à 4 h 30. Au même moment, les forces policières bloquent toutes les routes menant à la lande, qui sont surveillées par 200 policiers, dont 40 armés. Hindley et son avocat arrivent sur les lieux par hélicoptère vers 8 h 30. Portant un manteau et une cagoule, elle est conduite en auto ou se déplace à pied. Il lui est difficile de relier ses souvenirs aux reliefs qu'elle observe ; de plus, les hélicoptères qui patrouillent au-dessus de sa tête la perturbent. À 3 h, elle rembarque à bord de l'hélicoptère pour être ramenée à la prison. La presse critique Topping, qualifiant le déplacement de « fiasco », de « coup de pub » et de « stupide gaspillage d'argent ». Il défend sa décision : « Nous avons pensé qu'une recherche complète et systématique de la lande était nécessaire […] Il aurait été impossible de mener discrètement une telle recherche ».
Le 19 décembre, Smith, le beau-frère de Hindley, qui est alors âgé de 38 ans, se rend également à Saddleworth Moor accompagné de policiers. Pendant quatre heures, il indique les endroits où pourraient se trouver les corps. Topping continue à rendre visite à Hindley en prison, en présence de son avocat Michael Fisher et de son conseiller spirituel, le révérend Peter Timms de l'Église méthodiste, qui a été directeur de prison avant de devenir pasteur. Le 10 février 1987, Myra Hindley avoue aux policiers sa participation aux cinq meurtres, mais cette information n'est rendue publique qu'un mois plus tard, probablement à la demande de Topping. L'enregistrement de sa déclaration, sur bande magnétique, dure un peu plus de 17 heures. Selon Topping, c'est « un très bon numéro bien préparé pendant lequel, je crois, elle m'a dit juste ce qu'elle a souhaité m'apprendre, et rien de plus ». Il déclare également qu'il « est frappé par le fait qu'elle n'est jamais présente quand les meurtres ont lieu. Elle est dans l'auto, de l'autre côté du sommet de la colline, dans la salle de bains et même, lors du meurtre d'Edward Evans, dans la cuisine ». Il en conclut qu'il « a été témoin d'une excellente prestation d'actrice plutôt que d'une vraie confession ».

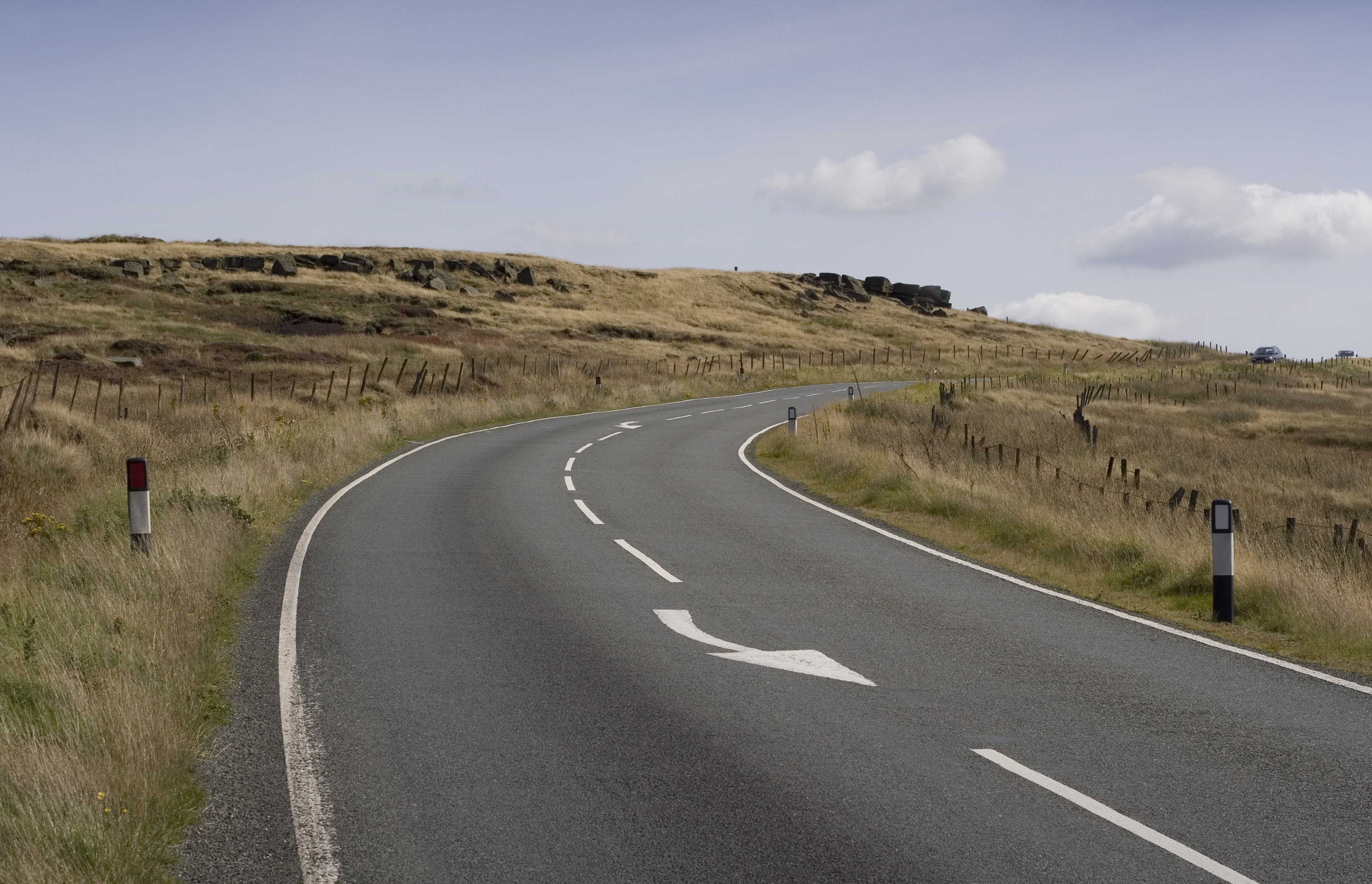
En 1987, durant les recherches des restes de Pauline Reade et Keith Bennett, Myra Hindley se souvient qu'elle a vu de nuit la silhouette de rochers de Hollin Brown Knoll.

Des policiers rendent à nouveau visite à Brady et lui annoncent que Hindley a avoué deux meurtres supplémentaires, ce qu'il refuse de croire dans un premier temps. Lorsque les policiers lui mentionnent certains des détails qu'elle a révélés sur l'enlèvement de Pauline, le meurtrier se dit prêt à avouer mais à condition de recevoir ensuite et immédiatement après les moyens de mettre fin à ses jours : les autorités rejettent sa demande. De manière presque simultanée, Winnie Johnson envoie une autre lettre à Hindley, lui demandant d'aider les policiers à retrouver le corps de son fils Keith. Johnson exprime de la sympathie envers la meurtrière, au sujet des critiques dont elle a fait l'objet lors de sa sortie de prison pour aider les recherches. Hindley, qui n'avait pas réagi à la première lettre, envoie cette fois une réponse en la remerciant pour ses messages, expliquant qu'elle n'a pas donné suite au premier du fait de la mauvaise publicité que lui avait value sa sortie. Elle affirme que, si Winnie Johnson avait écrit quatorze ans plus tôt, elle aurait avoué et aidé la police. Elle rend aussi hommage à Topping et remercie Johnson pour sa sincérité. Hindley réalise une seconde exploration de Saddleworth Moor en mars 1987. Le niveau de sécurité est nettement plus élevé que la première fois. La nuit, elle couche à Manchester, dans la maison d'un chef de police responsable de l'entraînement du GMP ; elle peut donc explorer la région pendant deux jours. Elle confirme que les deux endroits où les recherches se concentrent — Hollin Brown Knoll et Hoe Grain — sont prometteurs, mais ne parvient pas à identifier le lieu d'une tombe. Plus tard, elle se souviendra que, assise sur de l'herbe, elle avait vu les rochers de Hollin Brown Knoll se détacher du ciel nocturne au moment où le corps de Pauline a été mis en terre. En avril 1987, la confession de la meurtrière est rendue publique. Alors que les médias concentrent leur attention sur elle, Lord Longford — un homme politique qui a milité pendant plusieurs décennies pour une réforme du droit pénal britannique — demande qu'elle soit relâchée, critiquant le fait de la maintenir en détention à perpétuité pour satisfaire les « émotions de la foule ». Michael Fisher, l'avocat de Hindley, la convainc de faire une déclaration publique : elle explique les raisons pour lesquelles elle a nié sa complicité dans les meurtres, puis évoque ses expériences religieuses en prison, la lettre envoyée à Winnie Johnson et l'impossibilité d'être relâchée. En ce qui concerne les assassinats, elle met hors de cause Smith, sauf en ce qui concerne Edward Evans.

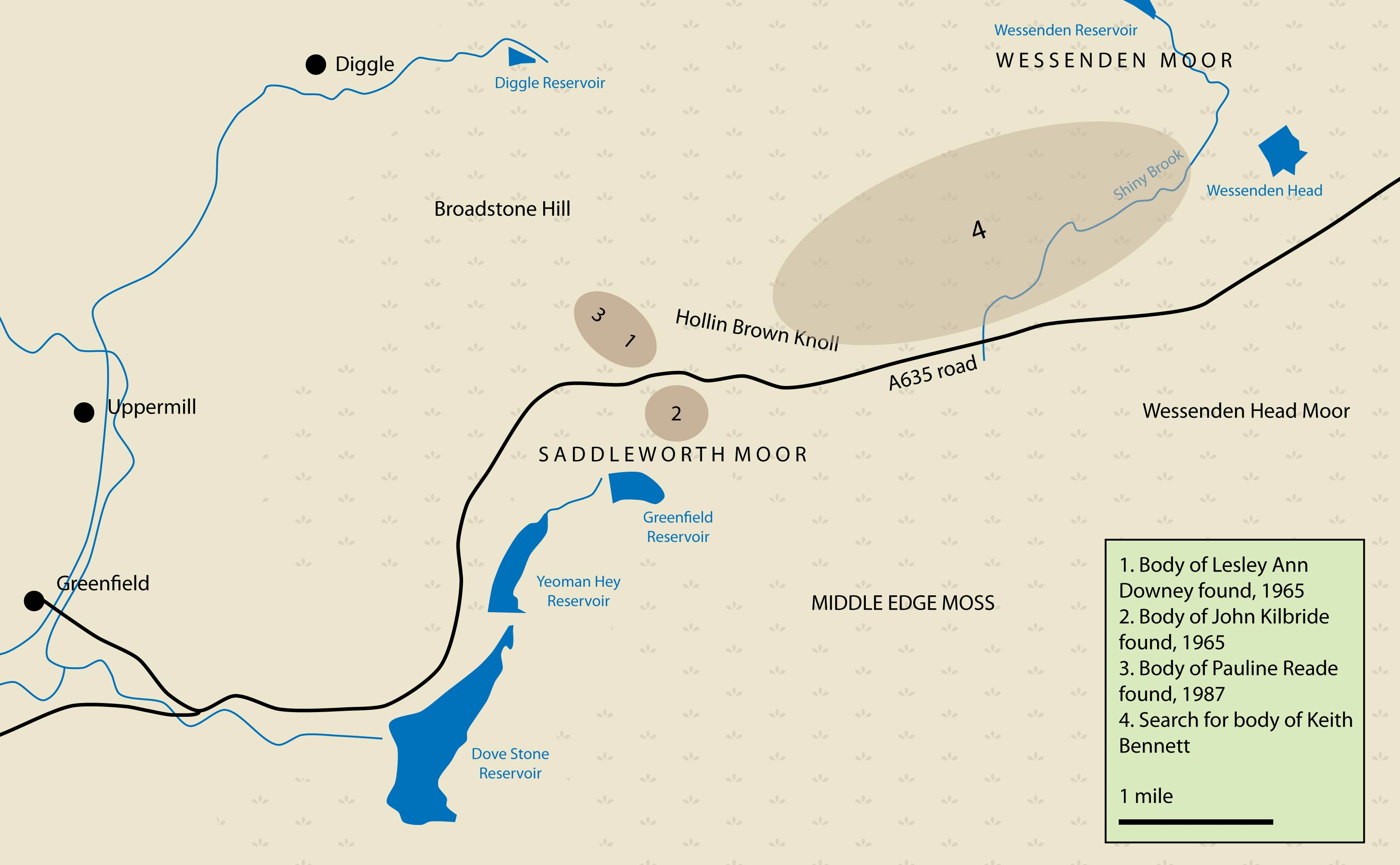
Cette carte de Saddleworth Moor montre les endroits où les corps de trois enfants ont été trouvés, tout comme la région que les policiers ont fouillée pour découvrir les restes de Keith Bennett.
1. Lesley Ann Downey, en 1965
2. John Kilbride, en 1965
3. Pauline Reade, en 1987
4. Zone de recherches du corps de Keith Bennett, jamais découvert.

Durant les mois suivants, l'intérêt pour les recherches diminue, mais les indices donnés par Hindley permettent aux policiers de concentrer leurs efforts sur un endroit précis. Dans l'après-midi du 1er juillet 1987, après plus de 100 jours de recherches, ils découvrent un corps à 1 m sous la terre, à une centaine de mètres seulement de la tombe de Lesley Ann Downey,. Brady coopère avec la police depuis un certain temps et quand la nouvelle de la découverte lui parvient, il fait des aveux en bonne et due forme. Le meurtrier publie également un communiqué de presse, par le biais de son avocat, indiquant qu'il est prêt à aider la police dans ses recherches. Amené à Saddleworth Moor le 3 juillet, il semble perdu et impute son incapacité aux changements survenus avec les années. La police arrête les recherches à 15 h, malgré la présence des journalistes de la presse écrite et de la télévision.

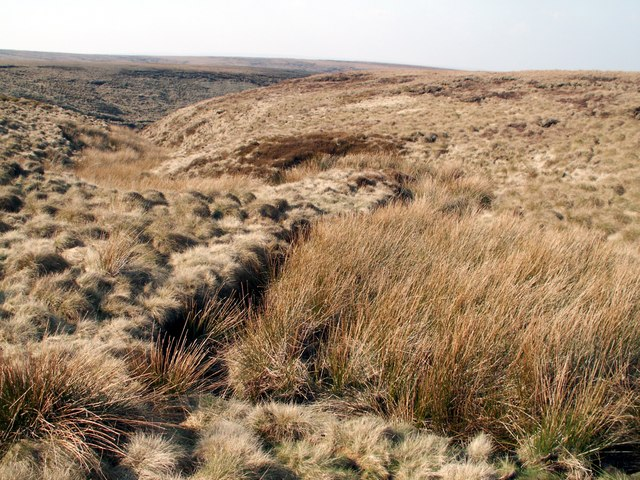
Selon la police britannique, la région où coule Shiny Brook, un ruisseau, pourrait cacher les restes de Keith Bennett.

Topping refuse une seconde visite à Brady et, quelques jours plus tard, ce dernier envoie une lettre à Peter Gould, journaliste de la BBC, donnant quelques détails sur cinq autres meurtres qu'il aurait commis. Brady refuse de donner l'identité de ces prétendues victimes et la police est incapable de découvrir ne serait-ce qu'un meurtre correspondant aux détails fournis par le meurtrier. De son côté, Hindley affirme à Topping qu'elle ne sait rien de ces meurtres. Le 24 août 1987, la police cesse toute recherche dans Saddleworth Moor. Bien que le couple ait avoué les meurtres de Pauline et Keith, le directeur du Department of Public Prosecutions (DPP, Département national des poursuites judiciaires) a conclu qu'il n'y aurait rien à gagner d'un nouveau procès, puisqu'ils sont déjà emprisonnés à perpétuité et qu'aucune peine supplémentaire ne peut leur être imposée. Un nouveau procès pourrait même servir les buts de Hindley, qui souhaite toujours obtenir une libération conditionnelle.
En 2003, la police britannique lance l'opération Maida et fouille à nouveau Saddleworth Moor à la recherche des restes de Keith. Des policiers analysent les déclarations de deux tueurs en série et étudient aussi les photographies prises par le couple. Ils ont recours à des instruments modernes, tel un satellite américain pouvant détecter des indices au niveau du sol. La BBC rapporte le 1er juillet 2009 que la Greater Manchester Police (GMP) a officiellement cessé les recherches, déclarant que « seule une avancée scientifique majeure ou de nouveaux indices pourraient relancer les recherches du corps ». Des enquêteurs auraient affirmé ne plus vouloir autoriser Brady à mener une recherche dans la lande, bien qu'ils pensent que les restes de Keith s'y trouvent. En mars 2010, des volontaires irlandais, profitant de dons du public, ont fouillé la lande pour trouver les restes de Keith Bennett, sans succès. Le 30 juillet 2012, la police apprend que le tueur pourrait avoir transmis à l'un de ses visiteurs des indications sur l'endroit où se trouve la tombe de Keith. Des enquêtes sont en cours. Ses restes demeurent introuvables en 2020, mais sa famille poursuit encore des recherches, près de quarante ans après sa disparition.

## Les meurtriers

### Ian Brady
Pour les articles homonymes, voir Brady.
Ian Brady est né le 2 janvier 1938 à Glasgow en Écosse sous le nom de Ian Duncan Stewart. Sa mère, Maggie Stewart, une célibataire de 28 ans, est serveuse dans un salon de thé. Le père n'est pas connu avec certitude, bien que sa mère avance qu'il s'agissait d'un journaliste qui serait mort trois mois avant la naissance de Ian. Recevant peu d'aides, elle donne l'enfant quelques mois après sa naissance au couple Mary et John Sloan, qui ont déjà quatre enfants. Ian change alors de nom de famille, prenant celui de Sloan, ses parents adoptifs. Sa mère continue de le voir pendant son enfance ; Ian aurait, à l'époque, torturé des animaux, chose qu'il a toujours niée. À l'âge de neuf ans, en compagnie de sa famille, il visite le Loch Lomond et se serait découvert un goût pour les activités en plein air. Quelques mois plus tard, la famille emménage dans un logement à prix modique de Pollok, un complexe immobilier au sud-ouest de Glasgow. Ian est accepté à la Shawlands Academy, une école pour enfants doués. Pendant cette période, son comportement se dégrade, et il comparaît deux fois devant le tribunal pour enfants pour cambriolage. Il quitte l'école à 15 ans et trouve un emploi dans le salon de thé d'un chantier naval de Harland and Wolff à Govan, un quartier de Glasgow. Neuf mois plus tard, il devient coursier pour un boucher. Il a une petite amie, mais leur relation prend fin lorsqu'il la menace avec un couteau à cran d'arrêt pour être sortie en discothèque avec un autre garçon. Il comparaît à nouveau devant le tribunal, pour répondre cette fois de neuf chefs d'accusation. Un peu avant ses 17 ans, il bénéficie d'une libération, à la condition de demeurer avec sa mère biologique. Celle-ci se trouve alors à Manchester et a épousé un marchand de fruits irlandais, Patrick Brady, qui lui trouve un emploi de commis aux fruits dans un marché public.

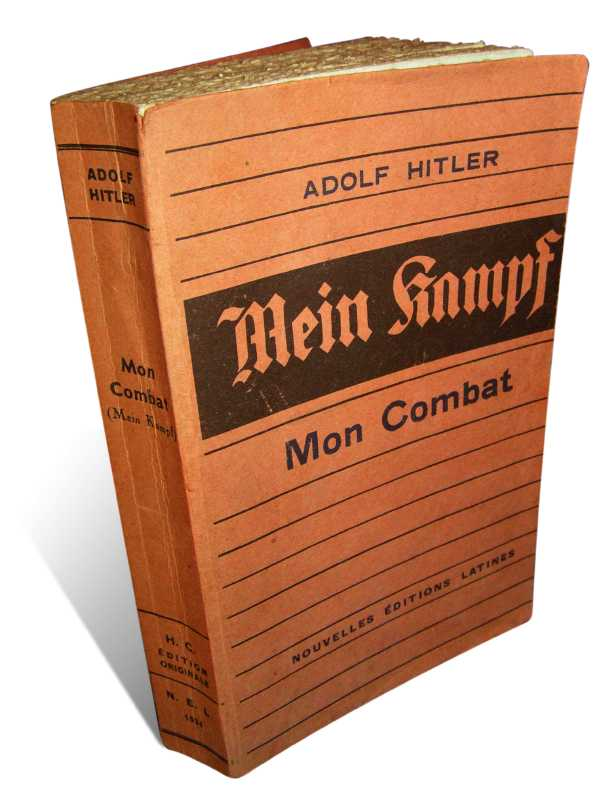
Ian Brady a lu une traduction anglaise de Mein Kampf d'Adolf Hitler.

Un an après être arrivé à Manchester, Ian est surpris avec un plein sac de sceaux en plomb qu'il a volés et tenté de revendre en dehors du marché. Il est emprisonné pour trois mois à Strangeways, une prison de Manchester. Puisqu'il est âgé de moins de 18 ans, il est condamné à deux ans de maison de correction. Dans un premier temps, il est envoyé à Londres, puis à Hatfield dans le Yorkshire du Sud. Cependant, surpris en état d'ébriété après avoir consommé de l'alcool de sa fabrication, il est envoyé dans une maison de correction plus sévère à Kingston upon Hull. Relâché le 14 novembre 1957, Ian retourne à Manchester, où il occupe des emplois manuels, ce dont il a horreur. Décidé à améliorer son sort, il emprunte à une bibliothèque publique un ensemble de manuels sur la comptabilité et s'enferme seul des heures durant pour étudier, ce qui « étonne » ses parents adoptifs. En janvier 1959, il obtient un poste en tenue de livres chez Millwards Merchandising, un distributeur de produits chimiques dont le siège social est à Gorton. Ses collègues observent qu'il est calme et ponctuel, mais irritable. Il lit des livres, tels Teach Yourself German (« Apprenez l'allemand par vous-même ») et Mein Kampf, tout comme des ouvrages sur les atrocités nazies. Il conduit une motocyclette Triumph Tiger Cub, sur laquelle il visite les Pennines, une chaîne de montagnes.

### Myra Hindley
Myra Hindley, née le 23 juillet 1942, a été élevée à Gorton, un quartier ouvrier de Manchester. Sa mère se prénomme Nellie et son père s'appelle Bob Hindley. Alcoolique, celui-ci la bat régulièrement. La maison est si petite et en si mauvais état que les trois dorment dans la même pièce, elle dans un lit à une place qui se trouve à côté du lit de ses parents. Les conditions de vie de la famille se dégradent encore lorsque naît Maureen en 1946. Myra, âgée de cinq ans, est envoyée chez sa grand-mère, qui habite à proximité. Le père de Myra a combattu en Afrique du Nord, à Chypre et en Italie pendant la Seconde Guerre mondiale, et a servi dans un régiment de parachutistes. Dans l'armée, il a la réputation d'être un « homme dur » et il s'attend à ce que sa fille soit également dure ; il lui apprend à se battre et insiste pour qu'elle « se défende ». Quand elle a huit ans, un garçon du quartier lui écorche les deux joues au point de faire couler son sang. Elle fond en larmes et court se réfugier chez elle, où son père la sermonne : « Retourne et assomme-le, parce que si tu ne le fais pas, je vais te tanner le cuir ! » Quand Myra trouve le garçon, elle l'assomme de quelques coups de poing bien placés comme son père le lui a appris. Plus tard, elle écrira : « à huit ans, j'ai obtenu ma première victoire ». Selon le professeur de psychiatrie judiciaire Malcolm MacCulloch, de l'université de Cardiff, ce combat et le rôle joué par son père peuvent constituer l'un des « éléments de preuve essentiels » pour comprendre le rôle de Myra dans les meurtres :

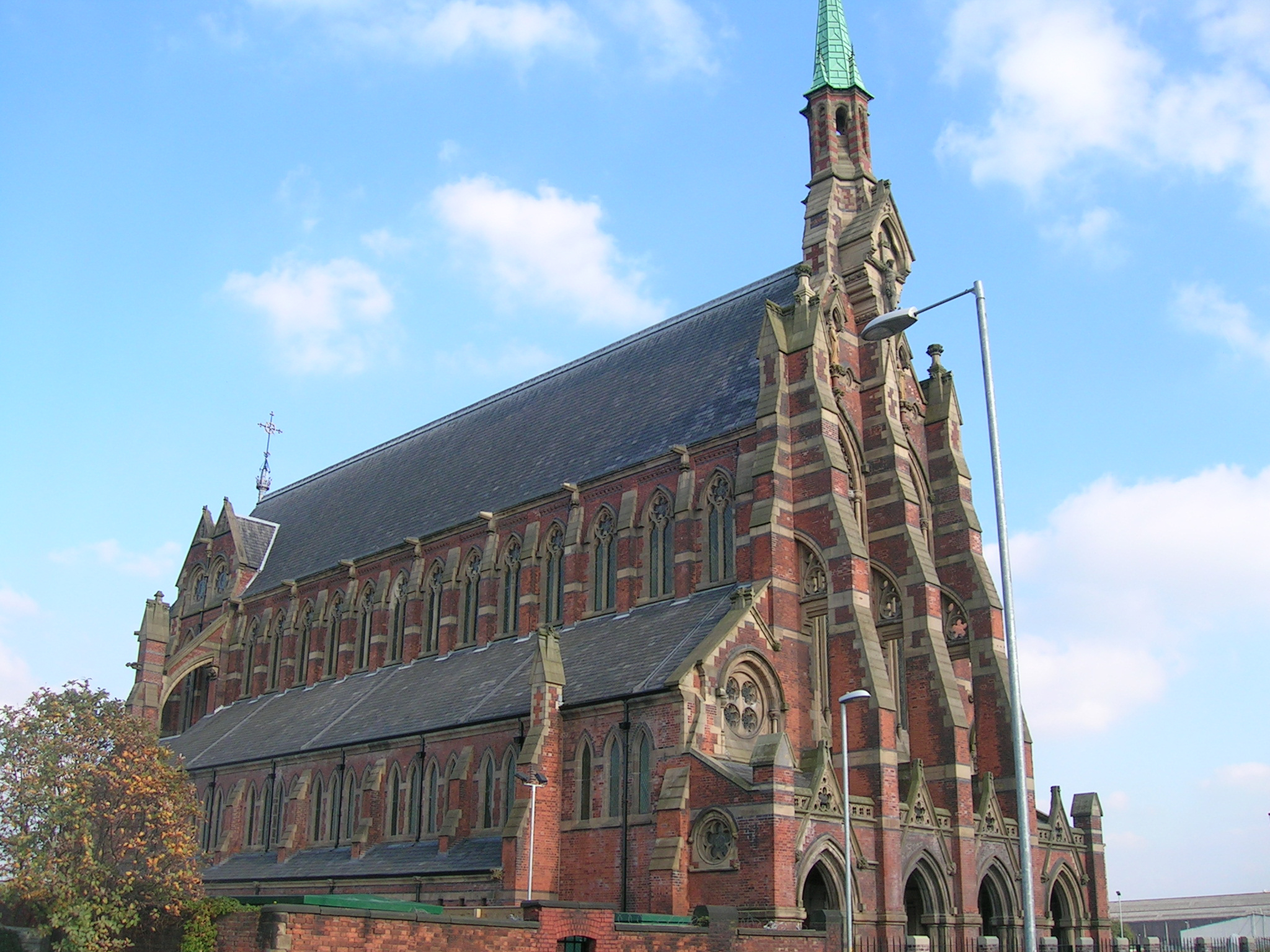
L'église de Gorton.

L'un de ses meilleurs amis est Michael Higgins, un garçon de 13 ans qui habite dans une rue voisine. En juin 1957, il l'invite à aller nager avec des amis dans un réservoir à l'abandon. Même si elle est bonne nageuse, Myra préfère sortir avec un autre ami. Michael se noie dans le réservoir et, lorsqu'elle apprend la nouvelle, elle est profondément bouleversée et se croit responsable de sa mort. Les funérailles à l'église de Gorton la marquent à jamais. Devant l'insistance de son père, sa mère a accepté que Myra soit baptisée catholique. Myra, après avoir commencé à suivre des cours à l'école Ryder Brow Secondary Modern, désire de plus en plus entrer dans l'Église catholique. Peu après les funérailles, elle entreprend des démarches pour être reçue par l'Église : elle fait sa confirmation sous le nom de Veronica et participe à sa première communion en novembre 1958. Elle devient aussi la marraine du neveu de Michael,. C'est à cette époque qu'elle commence à colorer ses cheveux. Le premier emploi de Myra est dans une firme d'ingénierie électrique. Elle fait des courses, prépare le thé et dactylographie. Elle est appréciée, tellement que lorsqu'elle perd l'argent de son premier salaire, les autres femmes amassent de l'argent pour l'aider. Elle se fiance à 17 ans, mais le couple se sépare quelques mois plus tard : Hindley aurait jugé son partenaire trop jeune et incapable de lui offrir ce à quoi elle aspirait.
Peu après 17 ans, elle change à nouveau la couleur de ses cheveux, qui deviennent en partie roses. Elle suit des cours de judo une fois par semaine, mais peu de partenaires veulent s'entraîner avec elle, car elle prolonge ses prises. Elle occupe un emploi chez Bratby and Hinchliffe, une firme d'ingénierie à Gorton, mais est congédiée pour absentéisme après six mois.

### Vie de couple
En 1961, Myra Hindley devient dactylo chez Millwards Merchandising. Elle tombe rapidement amoureuse de Ian Brady, dont elle est au courant qu'il possède un casier judiciaire. Elle commence un journal intime et y fait état, dans divers passages, de sa fascination pour Brady, ce qui ne l'empêche pas de fréquenter d'autres hommes. Elle lui parle la première fois le 27 juillet 1961. Dans les mois qui suivent, elle ajoute des passages dans son journal, perdant lentement ses illusions jusqu'au 22 décembre quand il lui demande de l'accompagner au cinéma, où ils voient le film biblique Le Roi des rois,. Par la suite, leurs rencontres se déroulent de la même façon : une sortie au cinéma, souvent un film classé X, puis à la maison de Hindley pour y boire du vin allemand. Brady lui donne des ouvrages à lire et le couple profite du repas de midi au travail pour lire à voix haute des récits des crimes nazis. Elle tend à imiter un idéal de perfection aryenne, teignant ses cheveux en blond et appliquant une épaisse couche de rouge à lèvres incarnat. Elle s'inquiète de certains traits de caractère de Brady : dans une lettre adressée à une amie d'enfance, elle décrit un incident où l'homme l'a droguée, tout comme son obsession pour lui. Quelques mois plus tard, elle demande à son amie de détruire la lettre. Dans un plaidoyer de 30 000 mots pour obtenir une libération conditionnelle, rédigé en 1978 et 1979 et remise au secrétaire d'État à l'Intérieur Merlyn Rees, Hindley écrira :

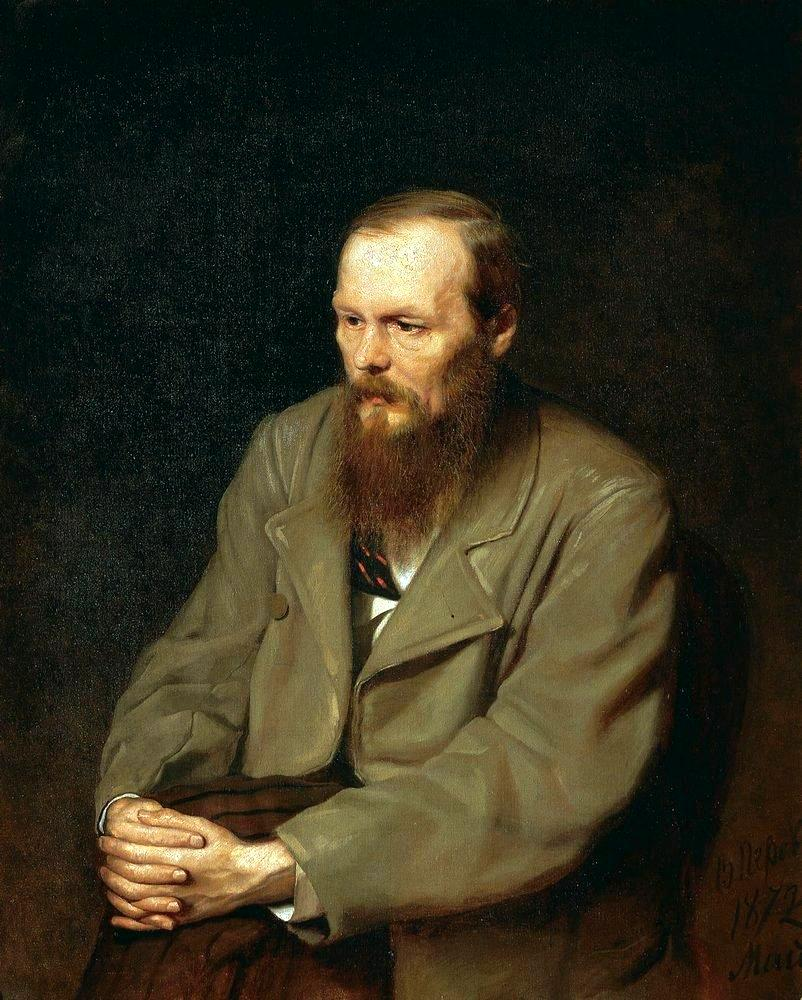
Les deux meurtriers ont lu Crime et Châtiment de Fiodor Dostoïevski.

Hindley change encore plus son apparence, portant des chaussures à talons surélevés, des jupes courtes et des manteaux en cuir. Ils deviennent plus distants vis-à-vis de leurs collègues de travail respectifs. Ils vont régulièrement à la bibliothèque, empruntant des livres sur la philosophie, les crimes et la torture. Ils lisent aussi des ouvrages du marquis de Sade, ainsi que Crime et Châtiment de Fiodor Dostoïevski,. Bien que n'ayant pas le permis de conduire — qu'elle n'obtiendra que fin 1963 après trois tentatives —, Hindley loue régulièrement une camionnette, qu'ils envisagent d'utiliser pour braquer des banques. Elle devient l'amie de George Clitheroe, président d'un club de tirs aux armes d'épaule. Elle pratique à plusieurs reprises et Clitheroe, même s'il est intrigué par son intérêt, lui obtient une arme de calibre .22 d'un armurier de Manchester. Elle tente aussi de devenir membre d'un club de tir au pistolet, mais elle vise mal et s'emporte facilement. Clitheroe lui annonce donc qu'elle ne peut rejoindre le club, mais elle parvient à acheter deux revolvers, un Webley .45 et un Smith & Wesson .38, à d'autres membres du club. Le couple abandonne ses projets d'attaques de banques, mais s'intéresse à la photographie. Brady possède déjà un Brownie, qu'il utilise pour photographier la femme et son chien, Puppet. Plus tard, il opte pour un appareil plus moderne et plus complexe. Il acquiert également des lampes et du matériel pour une chambre noire. Chacun prend des photos de l'autre dans des poses osées pour l'époque. Hindley montre ainsi une certaine émancipation, elle qui était plus timide et plus vertueuse auparavant.

### Organisation des meurtres
Myra Hindley affirme que Ian Brady a commencé à parler de « commettre le meurtre parfait » en juillet 1963, et lui parle régulièrement de l'ouvrage Compulsion de Meyer Levin, publié sous forme de roman en 1956, et de son adaptation cinématographique en 1959. Il s'agit du compte rendu fictif et romanesque de l'affaire Leopold et Loeb, deux jeunes hommes de bonne famille qui veulent accomplir le meurtre parfait d'un garçon de 12 ans et qui n'encourent pas la peine de mort à cause de leur âge. En juin 1963, Ian rejoint Myra, qui habite la maison de sa grand-mère et, le 12 juillet 1963, ils tuent leur première victime, Pauline Reade. La police tente de trouver une personne qui a vu Pauline avant sa disparition, sans succès. Elle a fréquenté la même école que la plus jeune sœur de Myra, Maureen, et a aussi eu une courte liaison avec David Smith, futur époux de Maureen. Interrogé, il est lavé de tout soupçon. John Kilbride est tué le 23 novembre 1963. Une importante opération de recherche est lancée : 700 dépositions sont enregistrées et 500 affiches qui annoncent la disparition de l'enfant sont imprimées. Huit jours plus tard, 2 000 bénévoles fouillent les décharges et les immeubles abandonnés.
Myra loue un véhicule une semaine après la disparition de John, puis une autre fois le 21 décembre 1963, apparemment dans le but de s'assurer que les tombes n'ont pas été découvertes. En février 1964, elle achète une Austin Traveller usagée, mais l'échange rapidement contre une camionnette. Le 16 juin 1964, Keith Bennett disparaît. Son beau-père, Jimmy Johnson, est soupçonné ; pendant les deux années suivantes, il est interrogé quatre fois. Des policiers explorent les planchers de la maison de Johnson. Lorsqu'ils remarquent que les maisons de la rue sont reliées, ils étendent leurs recherches à toute la rue.

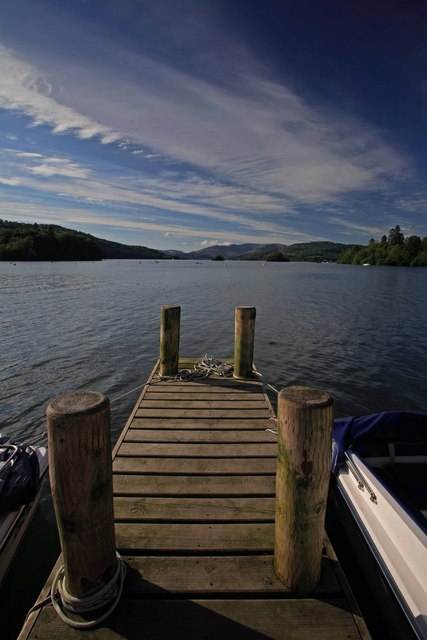
Vue sur le lac Windermere, que le couple Brady-Hindley a visité en août 1964 en compagnie de la sœur de Myra et de son époux.

Maureen Hindley épouse David Smith le 15 août 1964. Le mariage civil est organisé et complété rapidement. Aucun membre de la famille de Myra n'y participe : elle n'approuve pas et sa mère est trop embarrassée, car Maureen est enceinte de sept mois. Les nouveaux mariés emménagent dans la maison du père de David. Le jour suivant, Brady suggère que les quatre fassent un voyage d'un jour au lac Windermere. C'est la première fois que les deux hommes se rencontrent vraiment et Brady semble apprécier le comportement de Smith. Les deux parlent de la société, de la répartition de la richesse et de la possibilité de voler une banque. Le jeune David apprécie également la compagnie de l'homme plus âgé, qui a payé tout au long de la journée sa nourriture et son vin. C'est le premier voyage d'une longue série. Myra est en apparence jalouse de leur relation, mais en profite pour se rapprocher de sa sœur. En 1964, dans le cadre d'un programme d'après-guerre qui vise à éliminer les taudis de Manchester, Hindley, sa grand-mère et Brady sont relogés au 16, Wardle Brook Avenue à Hattersley. Les deux deviennent amis de Patricia Hodges, une fille de onze ans qui demeure au 12 de la même rue. Elle les accompagne lorsqu'ils vont à Saddleworth Moor pour recueillir de la terre, une activité que plusieurs résidents du quartier font dans le but d'améliorer le sol de leur jardin, qui est rempli d'argile et de gravats laissés par les constructeurs. Ils n'ont jamais agressé la jeune fille, car ils avaient conclu que sa disparition aurait inévitablement mené à eux.
Le matin du 26 décembre 1964, jour de l'après-Noël, Hindley laisse sa grand-mère à la maison d'un membre de la famille et refuse de la ramener à la maison sur Wardle Brook Avenue cette nuit-là. Le même jour, Lesley Ann Downey disparaît de la fête foraine à Ancoats. Malgré un énorme effort de recherche, elle n'est pas retrouvée. Le jour suivant, Hindley ramène sa grand-mère à la maison. En février 1965, David Smith, le beau-frère de Hindley, continue ses visites. Brady lui donne des livres à lire, les deux discutent de vols et de meurtres. Le jour où Myra atteint 23 ans, sa sœur et son beau-frère, qui ont vécu jusqu'à maintenant avec des membres de leur famille, emménagent à Underwood Court, un quartier résidentiel près de Wardle Brook Avenue. Les deux couples se voient plus régulièrement, mais aux conditions imposées par Brady,.
Pendant les années 1990, Hindley affirme qu'elle a participé aux meurtres parce que son amoureux l'avait droguée, et qu'il l'avait en outre menacée de diffuser les photos pornographiques qui la mettaient en scène et de tuer sa jeune sœur. Dans un documentaire pour la télévision diffusé en 2008, partie d'une série sur les tueuses en série, l'avocat de Hindley, Andrew McCooey, a rapporté ce qu'elle lui a dit :
Les meurtres, tels que la plupart des quotidiens de langue anglaise du monde entier les ont rapportés, seraient la conséquence d'une conjoncture. Selon Malcolm MacCulloch, professeur de psychiatrie judiciaire à l'université de Cardiff, un concours de circonstances a amené « une jeune femme avec une forte personnalité, habituée à donner et à recevoir de la violence dès son plus jeune âge », à se lier à un « psychopathe sexuel et sadique ».

## Incarcérations

### Ian Brady

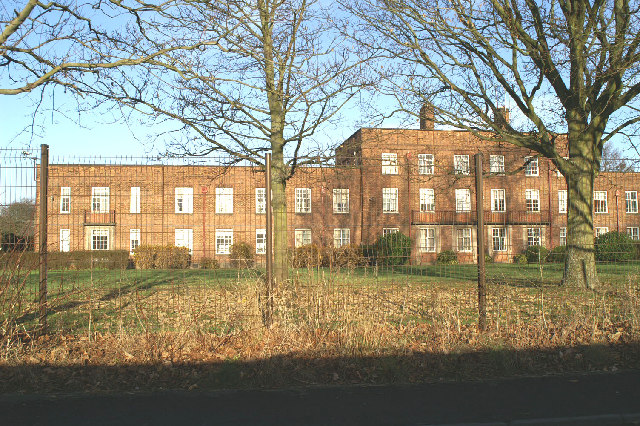
L'hôpital Ashworth, où Ian Brady a été incarcéré et où il meurt le 15 mai 2017.

À la suite de sa condamnation, Ian Brady est envoyé à la prison de Durham, où il demande à être enfermé seul. Il passe 19 ans dans des prisons ordinaires avant d'être diagnostiqué psychopathe en novembre 1985 et envoyé à l'hôpital Park Lane, aujourd'hui l'hôpital Ashworth, un établissement de haute sécurité dans le district métropolitain de Sefton. Depuis, il a clairement indiqué qu'il ne veut pas être libéré. Le juge qui l'a condamné a recommandé que la sentence d'emprisonnement à perpétuité soit appliquée sa vie durant, et les différents secrétaires d'État à l'Intérieur ont toujours approuvé. En 1982, le lord juge en chef Lord Lane a dit de Brady : « c'est un cas, s'il devait y en avoir un, où un homme doit rester en prison jusqu'à ce qu'il meure ».
Même s'il refuse de collaborer avec les psychiatres de l'hôpital Ashworth, Brady correspond, à l'occasion, avec des gens hors des murs de l'institution, dont le criminologue Colin Wilson, Lord Longford et des journalistes. Dans l'une de ces lettres, écrite en 2005, il affirme que les meurtres ont été « un semblant d'exercice existentiel d'à peine un an, qui s'est conclu en décembre 1964 ». À ce moment, il affirme que lui et Hindley ont porté leur attention sur les vols à main armée, car ils avaient acquis des pistolets et des véhicules,. Durant la période pendant laquelle le psychologue judiciaire Chris Cowley a échangé avec Brady, y compris lors de rencontres en personne, le meurtrier a révélé sa « fascination esthétique » pour les pistolets, même s'il n'a jamais utilisé une telle arme pour tuer. Il s'est plaint amèrement des conditions de détention à l'hôpital Ashworth, qu'il déteste. En 1999, il s'est brisé le poignet pendant ce qu'il dit être une « agression gratuite d'une heure » par le personnel. Plus tard, il commence une grève de la faim, mais il est puni pour avoir violé la Mental Health Act de 1983 (« loi sur la santé mentale ») et n'a plus le droit de se laisser mourir de faim. En conséquence, il a été alimenté de force. Rétabli, il demande en mars 2000 une révision judiciaire de la décision de l'alimenter de force : elle est rejetée.
Selon Chris Cowley, Brady regrette que Myra soit emprisonnée, tout comme les conséquences de leurs gestes, mais peut-être pas les crimes mêmes. Il ne perçoit aucun intérêt à s'excuser publiquement, le tueur exprime plutôt ses remords par des actions. Par exemple, pendant 20 ans, il a transcrit des textes classiques en braille à l'aide d'un appareil (que les autorités ont confisqué de crainte qu'il ne l'utilise comme arme). Une fois, il a offert l'un de ses reins à quiconque pourrait en avoir besoin, mais cette offre a été bloquée. Selon Colin Wilson, « c'est parce que ses tentatives pour démontrer ses remords ont été repoussées qu'il a commencé à envisager le suicide ». Il aurait pu y parvenir en 2006, quand une amie lui fait parvenir 50 comprimés de paracétamol, cachés dans deux tubes de Smarties eux-mêmes cachés dans un roman policier évidé, mais ils ont été découverts,.
En 2001, Brady a publié The Gates of Janus: Serial Killing and its Analysis (« Les Portes de Janus : Analyses des meurtres en série ») chez Feral House, une maison d'édition américaine spécialisée dans les sujets marginaux. Le livre, qui se penche sur la psychologie du tueur en série, a suscité l'indignation en Grande-Bretagne, même si l'éditeur a souligné que les journaux à sensations britanniques ont abondamment publié sur Ian Brady sans attirer la critique. Winnie Johnson, la mère de Keith Bennett, a reçu une lettre du meurtrier à la fin de 2005 dans laquelle, selon elle, il affirme pouvoir mener les policiers à moins de 20 mètres de la tombe de son fils, dont les restes n'ont jamais été retrouvés. La police refuse de participer à cette recherche, car Brady n'a pas clairement identifié le garçon par son nom.
Ian Brady meurt à l'hôpital Ashworth le 15 mai 2017, à l'âge de 79 ans, des suites d'un cancer. Aucune commune ne voulant de sa dépouille, son corps est incinéré le 25 octobre 2017 dans le crématorium de Portsmouth ; aucune musique n'a été autorisée par la justice, malgré la requête du tueur de diffuser le cinquième mouvement de la Symphonie fantastique d'Hector Berlioz. Ses cendres sont placées dans une urne biodégradable puis dispersées en mer le lendemain.

### Myra Hindley

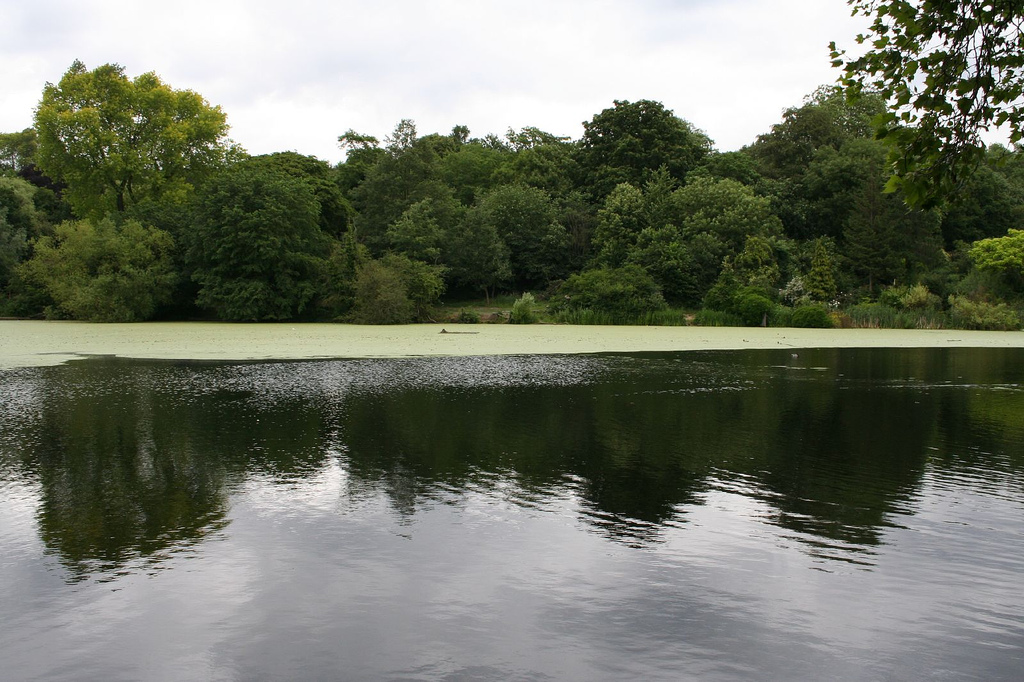
Lorsque le niveau de sécurité de Myra Hindley est passé à B, elle a pu se promener dans Hampstead Heath en compagnie de la directrice de la prison de Holloway.

Lorsqu'elle est condamnée, Myra Hindley est envoyée à la prison de Holloway. Immédiatement après, elle fait appel de la décision, sans succès. Brady et Hindley échangent des lettres jusqu'en 1971, moment où elle décide de couper les ponts. Les deux maintiennent un lien pendant quelques mois, mais Hindley tombe amoureuse de Patricia Cairns, une des gardiennes de la prison. Un ancien adjoint du directeur de la prison a affirmé que de telles relations ont été courantes à la prison de Holloway à une certaine époque : « Plusieurs gardiennes étaient lesbiennes, et eurent une relation avec des collègues ou des prisonniers. » En prison, Hindley est dans un premier temps classée prisonnière de catégorie A. Elle demande formellement à être reclassée comme prisonnière de catégorie B, requête accueillie positivement. Ce changement permet à la directrice de prison Dorothy Wing de se promener avec la meurtrière dans le parc londonien Hampstead Heath, activité menée dans le cadre de sa politique non officielle de réforme. La presse nationale voit cette sortie comme un scandale et vaut à Wing une réprimande officielle du secrétaire à l'Intérieur, Robert Carr. Avec l'aide de Patricia Cairns et des contacts externes d'un autre prisonnier, Myra planifie une évasion, mais elle est contrecarrée lorsqu'un policier en congé découvre des dessins des clés de la prison. Cairns est condamnée à six ans de prison pour sa complicité.
Lorsqu'elle est incarcérée, Hindley apprend qu'elle doit rester en prison pendant une période minimale de 25 ans avant de pouvoir aspirer à une libération conditionnelle. Le lord juge en chef approuve cette décision en 1982, puis, en janvier 1985, le secrétaire à l'Intérieur Leon Brittan fixe la période à 30 ans. En 1987, Hindley confie que son plaidoyer, pour une libération conditionnelle, soumis au secrétaire de l'Intérieur huit ans plus tôt, a été « dans l'ensemble [...] un tas de mensonges ». Les confidences faites à quelques journalistes à propos de sa coopération aux recherches à Saddleworth Moor « apparaissent comme un geste cynique fait dans le but de trouver grâce aux yeux des responsables des libérations conditionnelles ». En 1990, après qu'elle avoue avoir participé encore plus aux meurtres que ce qu'elle a déclaré au tribunal, le secrétaire à l'Intérieur d'alors, David Waddington, impose qu'elle soit emprisonnée sans possibilité de libération conditionnelle. Elle n'apprend cette décision qu'en 1994, quand les Law Lords émettent une directive qui oblige le Prison Service à informer tous les prisonniers condamnés à vie de la période minimale d'emprisonnement avant qu'une demande de libération conditionnelle ne soit étudiée. En 1997, l'institution responsable des libérations conditionnelles juge que Hindley représente un risque faible et pourrait être incarcérée dans une prison à faible niveau de surveillance (open prison). Elle refuse et est envoyée dans une prison à sécurité intermédiaire. Entre décembre 1997 et mars 2000, Hindley rédige trois appels contre sa sentence à vie, se disant une femme réformée et donc ne plus constituer un danger pour la société, mais les tribunaux rejettent chaque demande,.
Quand, en 2002, un prisonnier incarcéré à perpétuité met au défi le pouvoir du secrétaire à l'Intérieur de fixer un temps d'emprisonnement minimal, Hindley et des centaines d'autres prisonniers, dont la période de sûreté a été modifiée à la hausse par des politiciens, auraient pu être libérés. La libération de la meurtrière semblant assurée, des partisans commencent à travailler pour lui obtenir une nouvelle identité. Le secrétaire à l'Intérieur, David Blunkett, exige alors de la Greater Manchester Police (GMP) de trouver de nouveaux chefs d'accusation contre elle dans le but d'empêcher sa libération. La responsabilité de l'enquête est donnée au Superintendent (commissaire) Tony Brett, qui tente dans un premier temps d'obtenir des preuves que Hindley a participé aux meurtres de Pauline Reade et Keith Bennett, mais selon les avocats du gouvernement, à cause de la décision du Department of Public Prosecutions (DPP) de ne pas poursuivre Hindley pour ces deux meurtres 15 ans plus tôt, une nouvelle poursuite judiciaire serait vue comme un abus de droit.

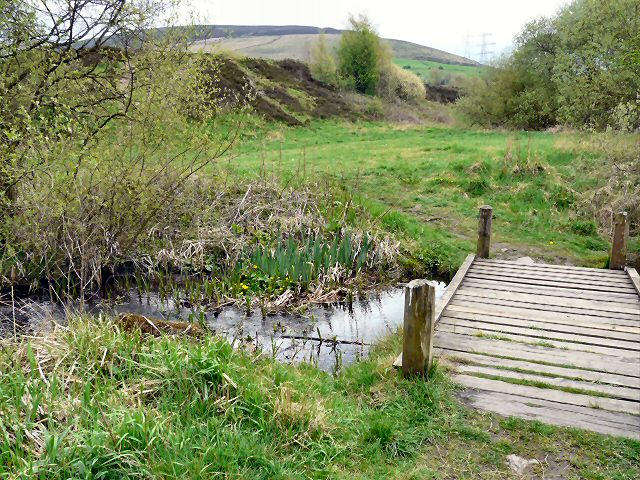
Partie du country park de Stalybridge, parc où les cendres de Myra Hindley ont été répandues en 2003.

Le 25 novembre 2002, les Law Lords statuent que ce sont les juges et non les politiciens qui établissent la durée de la période de sûreté, supprimant ainsi le pouvoir du secrétaire à l'Intérieur de fixer celle-ci. Cette décision intervient trop tard pour Hindley. Fumant une quarantaine de cigarettes par jour, souffrant d'angine de poitrine depuis 1999 et hospitalisée après un anévrisme cérébral, elle meurt à 60 ans, le 15 novembre 2002, d'une pneumonie consécutive à une maladie cardiaque. Les caméras abondent à l'extérieur de la prison, mais aucun membre de la famille — tous vivent sous des noms d'emprunt à Manchester — n'est présent parmi les six qui participent aux courtes funérailles au crématorium de Cambridge. L'aversion contre Brady et Hindley est si importante que, 35 ans après les meurtres, de nombreux services funéraires — une vingtaine — refusent de s'occuper de l'incinération de son corps. Quatre mois plus tard, une ancienne amante disperse ses cendres à moins de 16 km de Saddleworth Moor dans le country park de Stalybridge. Des gens craignent alors que cette information n'incite des touristes à fuir le parc ou à le saccager. Hindley a rédigé une autobiographie en prison, qui n'est pas encore publiée en 2009.

## Suites
Le beau-frère de Hindley, David Smith, « a été vilipendé par les citoyens de Manchester », même s'il a contribué à l'arrestation des deux tueurs. Pendant que Myra subit son procès, Maureen — enceinte de huit mois — est attaquée dans l'ascenseur de l'immeuble où elle demeure avec David. Leur logis est saccagé et ils reçoivent régulièrement du courrier haineux. Maureen craint pour ses enfants : « Je ne pouvais laisser mes enfants hors de vue quand ils étaient petits. Ils étaient trop jeunes pour comprendre pourquoi ils devaient demeurer à l'intérieur, pourquoi ils ne pouvaient aller jouer dehors comme tous les autres enfants,. »
Smith s'est dit persécuté à la suite du procès. Après avoir poignardé un homme pendant une bagarre, il est condamné à trois ans de prison en 1969. La même année, les autorités locales se voient confier la garde de ses enfants. Sa femme Maureen a déménagé de Underwood Court pour habiter un logis d'une chambre à coucher et a trouvé un emploi dans un grand magasin. Elle a fait l'objet de campagnes de dénigrements et des pétitions réclament son départ. Pendant le procès, elle n'a reçu aucune aide de sa mère, qui a préféré s'occuper de Myra. Maureen, ayant rétabli un lien avec sa mère, a emménagé dans un logement à Gorton. Lorsque Smith est relâché, il emménage avec sa future femme et obtient la garde de ses trois garçons. En novembre 1972, il est accusé du meurtre de son père, qui souffrait d'un cancer incurable. Il a plaidé coupable pour homicide involontaire et a été condamné à seulement deux jours d'emprisonnement. Remarié, il a emménagé dans le Lincolnshire avec ses trois garçons, et meurt en Irlande en 2012. Maureen et David ont divorcé en 1973, elle a par la suite épousé un chauffeur de camion et les deux ont eu une fille.
En prison, Myra a régulièrement reçu la visite de sa famille immédiate, y compris Maureen. En 1980, cette dernière souffre d'une hémorragie cérébrale ; Myra obtient la permission d'aller la voir à l'hôpital, mais arrive une heure après son décès. Sheila et Patrick Kilbride, divorcés cinq ans après le meurtre de leur fils, assistent aux funérailles, croyant pouvoir voir Hindley. Patrick confond une femme avec la tueuse et tente de l'agresser avant d'être étendu de force au sol par un autre participant : la police a été appelée pour rétablir l'ordre.
Joan Reade, patiente de l'hôpital psychiatrique de Springfield à Manchester, est présente le 7 août 1987, sous forte sédation, aux funérailles de sa fille Pauline. Ann West, la mère de Lesley Ann Downey, meurt en 1999 d'un cancer du foie. Après le meurtre de sa fille, elle a activement milité pour que Hindley reste en prison et les médecins ont affirmé que le stress a amplifié sa maladie. En 2009, peu avant son décès à l'âge de 70 ans, Sheila Kilbride a dit : « Si jamais [Hindley] sort de prison, je la tuerai,. » Cette menace a été répétée par son fils Danny, tout comme Ann West,. Winnie Johnson, la mère de Keith Bennett, a continué de fouiller Saddleworth Moor, dans l'espoir de retrouver le corps de son fils,,. Elle est morte en août 2012.
En 1977, la BBC diffuse un débat sur la libération de Hindley, avec la participation de parents d'enfants assassinés. En 1987, le conseil de ville de Manchester ordonne la démolition de la maison sur Wardle Brook Avenue, où Edward Evans a été assassiné, invoquant un « intérêt excessif des médias [envers la maison], créant ainsi des conditions déplaisantes pour le voisinage ». Cette affaire a inspiré la création d'une série télévisée : See No Evil: The Moors Murders et d'un film : Longford, les deux diffusés à la télévision en 2006. The Smiths groupe de rock de Manchester a écrit en 1982 une chanson Suffer Little Children à propos de l'affaire, les prénoms des trois enfants sont cités.

## Médiatisation

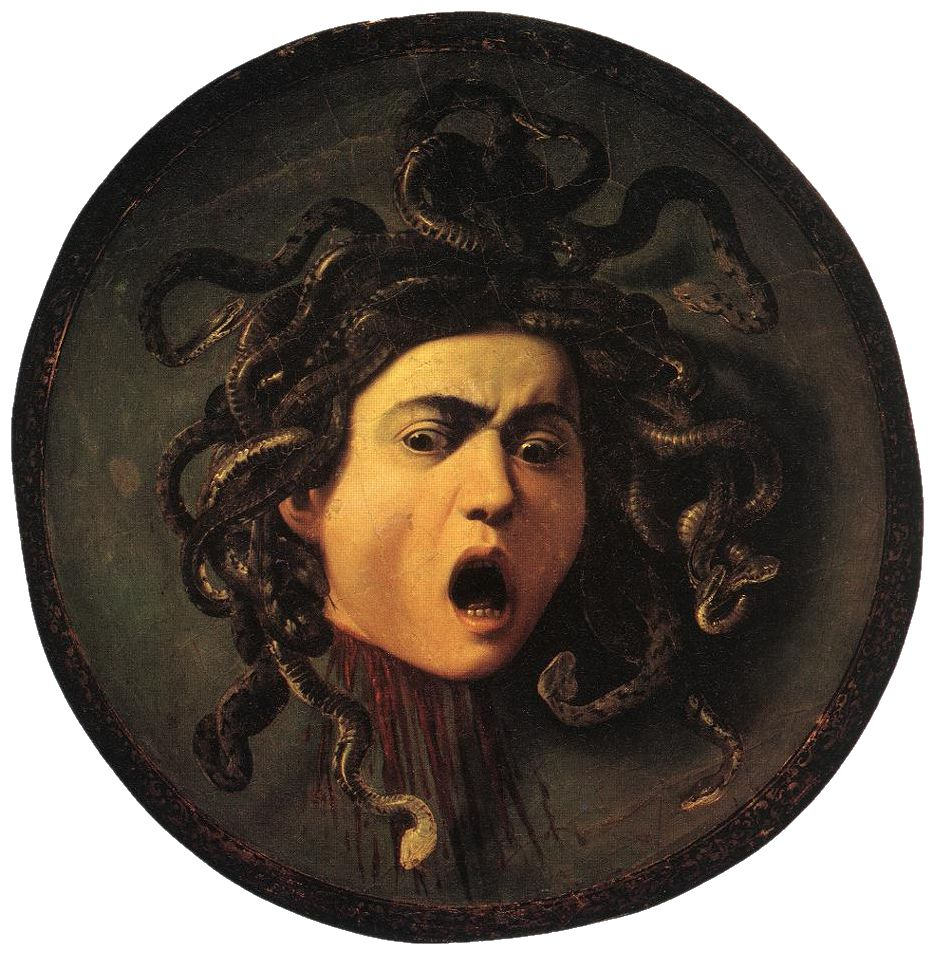
La coupe de cheveux de Myra Hindley, jointe aux meurtres qu'elle a commis, lui valent d'être comparée dans les médias à Méduse.

Le fait que les deux meurtriers aient pris des clichés obscènes de Lesley Ann Downey et enregistré sur ruban magnétique la torture de l'enfant, ainsi que la froideur dont ils ont fait preuve lors de leurs interrogatoires, ont contribué à susciter l'attention des médias et à choquer la population britannique. Cependant, depuis son incarcération, Ian Brady a peu intéressé les médias, qui se sont au contraire concentrés sur la personnalité de Myra Hindley.
Divers observateurs ont en effet jugé que, des deux meurtriers, Hindley est la « plus maléfique ». Particulièrement détestée dans l'opinion publique britannique, elle a également attiré l'attention des médias du fait de ses multiples protestations d'innocence, puis de ses demandes de libération conditionnelle après avoir avoué ses crimes. La photographie prise peu après son arrestation (voir Liens externes), régulièrement publiée, a été comparée par certains observateurs à Méduse et a contribué à la faire devenir, au Royaume-Uni, un « synonyme de l'idée du Mal au féminin »,.
En Grande-Bretagne, leur procès est le premier pour meurtres en série tenu après l'abolition de la peine de mort, ce que les médias britanniques ont souligné. Myra Hindley a donc échappé à cette sentence en même temps que Ian Brady. Des opposants à la libération de Hindley ont régulièrement mentionné le concept de compensation pour justifier son emprisonnement à perpétuité. Même sa mère a demandé qu'elle meure en prison, en partie par crainte pour la sécurité de sa fille et en partie par crainte que le parent d'une des victimes ne l'agresse. La presse a souvent publié des articles sur sa vie « pépère » à la prison « 5 étoiles » de Cookham Wood et sur ses relations amoureuses avec le personnel de la prison et les autres prisonnières.
Le 7e comte de Longford, un fervent catholique, a milité pour la libération de criminels « célèbres », Hindley en particulier, ce qui lui a valu d'être tourné en dérision par le public et la presse. Il a décrit la meurtrière comme une « charmante » personne et a dit : « vous pouvez détester des personnes pour ce qu'elles ont fait, mais vous ne devriez pas les détester pour ce qu'elles sont, car la personnalité humaine est sacrée même si le comportement humain est très souvent effroyable,. » La presse à sensation britannique l'a qualifié de « cinglé » et de « bien-pensant » pour avoir apporté son aide à la « diabolique » Hindley.

### Citations originales
1. ↑  (en) « the most evil woman in Britain »
2. ↑  (en) « commit his perfect murder »
3. ↑  (en) « Pauline's coat was undone and her clothes were in disarray ... She had guessed from the time he had taken that Brady had sexually assaulted her »
4. ↑  (en) « [Brady] opened the door and he said in a very loud voice for him ..."Do you want those miniatures?" I nodded my head to say yes and he led me into the kitchen ... and he gave me three miniature bottles of spirits and said: "Do you want the rest?" When I first walked into the house, the door to the living room ... was closed. ... Ian went into the living room and I waited in the kitchen. I waited about a minute or two then suddenly I heard a hell of a scream; it sounded like a woman, really high-pitched. Then the screams carried on, one after another really loud. Then I heard Myra shout, "Dave, help him," very loud. When I ran in I just stood inside the living room and I saw a young lad. He was lying with his head and shoulders on the couch and his legs were on the floor. He was facing upwards. Ian was standing over him, facing him, with his legs on either side of the young lad's legs. The lad was still screaming ... Ian had a hatchet in his hand ... he was holding it above his head and he hit the lad on the left side of his head with the hatchet. I heard the blow, it was a terrible hard blow, it sounded horrible." »
5. ↑  (en) « an act of violence involving guns »
6. ↑  (en) « Eddie and I had a row and the situation got out of hand. »
7. ↑  (en) « only done what she had been told »
8. ↑  (en) « dodgy books »
9. ↑  (en) « I feel as though my heart's been torn to pieces. I don't think anything could hurt me more than this has. The only consolation is that some moron might have got hold of Puppet and hurt him »
10. ↑  (en) « gross interference with the course of justice »
11. ↑  (en) « accelerated by strangulation »
12. ↑  (en) « I hit Evans with the axe. If he died from axe blows, I killed him. »
13. ↑  (en) « brusque and cruel »
14. ↑  (en) « looking out the window »
15. ↑  (en) « was running a bath »
16. ↑  (en) « stuck rigidly to their strategy of lying »
17. ↑  (en) « a quiet, controlled, impassive witness who lied remorselessly »
18. ↑  (en) « truly horrible case »
19. ↑  (en) « two sadistic killers of the utmost depravity »
20. ↑  (en) « a very long time »
21. ↑  (en) « wicked beyond belief »
22. ↑  (en) « once she is removed from [Brady's] influence »
23. ↑  (en) « genuinely moved »
24. ↑  (en) « I am a simple woman, I work in the kitchens of Christie's Hospital. It has taken me five weeks labour to write this letter because it is so important to me that it is understood by you for what it is, a plea for help. Please, Miss Hindley, help me »
25. ↑  (en) « quite cynical »
26. ↑  (en) « precarious »
27. ↑  (en) « mindless waste of money »
28. ↑  (en) « We had taken the view that we needed a thorough systematic search of the moor ... It would never have been possible to carry out such a search in private »
29. ↑  (en) « very well worked out performance in which, I believe, she told me just as much as she wanted me to know, and no more »
30. ↑  (en) « was struck by the fact that she was never there when the killings took place. She was in the car, over the brow of the hill, in the bathroom and even, in the case of the Evans murder, in the kitchen »
31. ↑  (en) « had witnessed a great performance rather than a genuine confession »
32. ↑  (en) « mob emotion »
33. ↑  (en) « only a major scientific breakthrough or fresh evidence would see the hunt for his body restart »
34. ↑  (en) « hard man »
35. ↑  (en) « stick up for herself »
36. ↑  (en) « Go and punch him [the boy], because if you don't I'll leather you! »
37. ↑  (en) « at eight years old I'd scored my first victory »
38. ↑  (en) « key pieces of evidence »
39. ↑  (en) « The relationship with her father brutalised her ... She was not only used to violence in the home but rewarded for it outside. When this happens at a young age it can distort a person's reaction to such situations for life »
40. ↑  (en) « Within months he had convinced me that there was no God at all: he could have told me that the earth was flat, the moon was made of green cheese and the sun rose in the west, I would have believed him, such was his power of persuasion. »
41. ↑  (en) « What they were doing was out of the scope of most people's understanding, beyond the comprehension of the workaday neighbours who were more interested in how they were going to pay the gas bill or what might happen in the next episode of Coronation Street or Doctor Who. In 1960s Britain, people did not kidnap and murder children for fun. It was simply beyond the realms of most people's comprehension, and this is why they managed to get away with it for so long. »
42. ↑  (en) « committing the perfect murder »
43. ↑  (en) « I ought to have been hanged. I deserved it. My crime was worse than Brady's because I enticed the children and they would never have entered the car without my role ... I have always regarded myself as worse than Brady »
44. ↑  (en) « young woman with a tough personality, taught to hand out and receive violence from an early age »
45. ↑  (en) « sexually sadistic psychopath »
46. ↑  (en) « this is the case if ever there is to be one when a man should stay in prison till he dies »
47. ↑  (en) « merely an existential exercise of just over a year, which was concluded in décembre 1964 »
48. ↑  (en) « So there was gap in the murder cycle, this is not unusual with serial killers, but in most cases the gaps between murders get shorter, not longer. The so-called 'cooling-off' periods diminish on a timeline. In Brady's case, this did not happen: it went the other way.  So their next killing [Edward Evans] was out of sequence and it went badly wrong for pretty much everyone concerned, not least their victim »
49. ↑  (en) « hour-long, unprovoked attack »
50. ↑  (en) « Myra gets the potentially fatal brain condition, whilst I have to fight simply to die. I have had enough. I want nothing, my objective is to die and release myself from this once and for all. So you see my death strike is rational and pragmatic. I'm only sorry I didn't do it decades ago, and I'm eager to leave this cesspit in a coffin. »
51. ↑  (en) « it was because these attempts to express remorse were thrown back at him that he began to contemplate suicide »
52. ↑  (en) « many of the officers were gay, and involved in relationships either with one another or with inmates »
53. ↑  (en) « on the whole ... a pack of lies »
54. ↑  (en) « appeared a cynical gesture aimed at ingratiating herself to the parole authorities »
55. ↑  (en) « reviled by the people of Manchester »
56. ↑  (en) « I couldn't let my children out of my sight when they were little. They were too young to tell them why they had to stay in, to explain why they couldn't go out to play like all the other children »
57. ↑  (en) « If she [Hindley] ever comes out of jail I'll kill her. »
58. ↑  (en) « excessive media interest [in the property] creating unpleasantness for residents »
59. ↑  (en) « more evil »
60. ↑  (en) « synonymous with the idea of feminine evil »
61. ↑  (en) « cushy »
62. ↑  (en) « delightful »
63. ↑  (en) « you could loathe what people did but should not loathe what they were because human personality was sacred even though human behaviour was very often appalling »
64. ↑  (en) « loony »
65. ↑  (en) « do-gooder »